# Занозина-Шихина, Розалия Михайловна
Розалия Михайловна Занозина-Шихина (1927—1965) — советская лётчица-спортсменка, абсолютная чемпионка СССР по самолетному спорту (1961, 1963, 1964), победительница Чемпионата мира по высшему пилотажу (1964); доктор технических наук. Заслуженный мастер спорта СССР (1965).

## Биография
Родилась 3 января 1927 года.
В 1950 году окончила Московский авиационный институт. Здесь училась в аспирантуре и получила учёную степень доктора технических наук.
Стала лётчицей-спортсменкой Центрального аэроклуба имени В. П. Чкалова. В 1964 году начала готовиться к выполнению рекордных полетов в аэроклубе при содействии конструкторского бюро Яковлева. Прошла в КБ теоретическую и практическую подготовку.
В 1964—1965 годах в Учебно-тренировочном авиацентре на базе аэродрома «Орешково» в Калужской области прошла переподготовку на реактивную технику. Принимала участие в первом отборе женщин — кандидатов в космонавты, но в отряд зачислена не была.
Абсолютная чемпионка СССР по самолетному спорту (1961, 1963, 1964), победительница чемпионата мира по высшему пилотажу (1964).
В 1965 году на Як-32 пролетела над мерной базой 15-25 км со скоростью 775 км/час, установив мировой рекорд скорости по классу легких самолетов с реактивными двигателями.
Погибла 8 сентября 1965 года в полёте на самолёте «Як-30» вместе с заслуженным летчиком-испытателем В. М. Волковым Похоронена в Москве на Новодевичьем кладбище (6 участок, 21 ряд). У неё остались муж Павел Занозин и сын Александр.
Награждена орденом «Знак Почёта» (1961).